# Tokta
Tokta lub Tochta (? – ok. 1312) był chanem złotoordyjskim, synem Monge Timura oraz prawnukiem Batu-chana. W 1288 Tokta został odsunięty od władzy przez swoich kuzynów. W 1291 odzyskał tron z pomocą Nogaja.  Wkrótce Tokta oraz Nogaj stali się zajadłymi rywalami. Tokta chcąc kresu wpływów Nogaja na Rusi wysłał tam wodza Djudena, którego armia zniszczyła 14 grodów. W 1300 Tokta zwyciężył Nogaja i zjednoczył ziemie między Wołgą i Donem. Umarł gotując się do kolejnej wyprawy na Ruś.